# Dave Legeno

Dave Legeno

David „Dave“ Legeno (* 12. Oktober 1963 in Marylebone, London; † Juli 2014 im Death Valley, Kalifornien) war ein britischer Schauspieler, Boxer und MMA-Kämpfer.

## Leben
Dave Legeno arbeitete als Wrestler unter dem Spitznamen „Lone Wolf“, bevor er zum Boxen kam.
Legeno wirkte im Jahr 2004 bei der Entstehung des PlayStation-2-Spiels The Getaway: Black Monday mit. Er lieh der Figur des Eddie O’Connor sowohl sein Aussehen als auch seine Stimme.
2009 spielte er in Harry Potter und der Halbblutprinz sowie in den darauffolgenden Jahren in Harry Potter und die Heiligtümer des Todes die Rolle des Werwolfs Fenrir Greyback. Im Juli 2014 wurde Legeno im kalifornischen Nationalpark Death Valley tot aufgefunden. Zwei Wanderer entdeckten die Leiche des 50-Jährigen. Laut Polizeiangaben starb er an einem Hitzetod.

## Filmografie (Auswahl)

### Filme
- 2000: Snatch – Schweine und Diamanten (Snatch)
- 2005: Batman Begins
- 2006: Stormbreaker
- 2007: Outlaw
- 2007: Footsoldier (Rise of the Footsoldier)
- 2007: Elizabeth – Das goldene Königreich (Elizabeth: The Golden Age)
- 2008: The Cottage
- 2008: West 10 LDN (Fernsehfilm)
- 2009: Harry Potter und der Halbblutprinz (Harry Potter and the Half-Blood Prince)
- 2009: Command Performance
- 2009: 44 Inch Chest
- 2010: Harry Potter und die Heiligtümer des Todes – Teil 1 (Harry Potter and the Deathly Hallows: Part 1)
- 2010: Centurion
- 2010: Footsoldier 2 (Bonded by Blood)
- 2011: Harry Potter und die Heiligtümer des Todes – Teil 2 (Harry Potter and the Deathly Hallows: Part 2)
- 2011: The Incident
- 2011: Big Fat Gypsy Gangster
- 2012: Snow White and the Huntsman
- 2012: The Raven – Prophet des Teufels (The Raven)
- 2015: Sword of Vengeance – Schwert der Rache (Sword of Vengeance)
- 2015: Last Knights – Die Ritter des 7. Ordens (Last Knights)

### Fernsehserien
- 2000: Hope & Glory (eine Episode)
- 2002–2003: The Bill (zwei Episoden)
- 2004–2005: EastEnders (zwei Episoden)
- 2005: The Last Detective (eine Episode)
- 2007: Emmerdale Farm (eine Episode)
- 2009: The Fixer (eine Episode)
- 2011, 2014: Borgia (vier Episoden)
- 2012: Titanic (eine Episode)
- 2013: Ripper Street (eine Episode)